# 樽状シャフト
樽状シャフト（たるじょうシャフト）は、矢のシャフト（軸）の一種。中央部分が太く、両端が細い形状を有している。

## 概要
この形状のシャフトは現在アルミニウム合金製の円筒に炭素繊維を不均等に巻き付ける製法によってのみ製造される。炭素繊維の採用による軽量化・小径化もあいまって空力特性上も優れたものとなっており、従来のアルミニウム合金製の円筒シャフトによる矢と比較して、弾道の低伸化・飛翔速度の高速化が実現した。
しかし、アーチェリーにおいては飛翔速度が速いため初心者の練習用には向かず、もっぱら中級者以上に使用される。また、シャフトの長さ、カット位置によりシャフトの硬さが変化するため、最適な長さに切る場合には注意を要する。

## 歴史
日本では江戸時代に三十三間堂の通し矢でもっとも矢飛びの良い（弾道が低く、なおかつ飛翔速度の速い）矢として使用されてきた。
現代のアーチェリーにこの形状が登場したのは比較的新しく、1980年代にイーストン社が前述の製法を確立したことによる。当初こそ均一な品質の製品を得ることは難しかったものの、1990年頃には中級者からオリンピック選手に至るまで幅広く支持される主流のシャフトになっている。